# Tomás Martínez
Tomás Martínez Guerrero, né le 21 décembre 1820 à Nagarote et mort le 12 mars 1873 à León, est un militaire et homme d'État nicaraguayen, qui occupe la présidence de la république entre 1857 et 1867.

## Biographie
Il est le fils de Don Joaquin Martinez et Maria Guerrero. Lors du déclenchement de la guerre civile en 1854, il s'enrôle dans l'armée loyaliste (conservateur) et atteint rapidement le grade de général.
En 1857, après la défaite et l'expulsion du pays du mercenaire américain William Walker, il signe le « pacte Chachagua » avec le général Maximo Telleria Jerez, chef du Parti démocratique (libéral). Ce pacte établit une coprésidence à la tête de l'État.
Avec son ascension au pouvoir commence une période de trente années de gouvernement conservateur caractérisée par une grande stabilité politique et un développement économique.
Le 9 août 1857, il est nommé président intérimaire en attendant que l'Assemblée constituante adopte la nouvelle Constitution de 1858. Durant son mandat comme président par intérim, le traité Cañas-Jerez est signée le 15 avril 1858 avec le Costa Rica définissant la frontière entre les deux pays. 
Devenu président constitutionnel le 1er mars 1859, il établit des relations diplomatiques avec les pays européens (y compris un concordat avec le Vatican), encourage la culture du café et du coton, crée les deux nouveaux départements de Chinandega et Chontales et fait construire le port de Corinto.
En 1863, bien que la Constitution l'interdise, il est réélu pour un second mandat, ce qui entraine les insurrections libérale de Maximo Jerez et conservatrice de Telleria Fernando Chamorro. Après avoir maîtrisé ces deux soulèvements, il reste au pouvoir jusqu'en 1867.